# State of Mind (serie televisiva)
State of Mind è una serie televisiva statunitense in 8 episodi trasmessi per la prima volta nel corso di una sola stagione nel 2007. È una commedia drammatica incentrata sulla via sentimentale e professionale di una psichiatra interpretata da Lili Taylor.

## Trama
La psichiatra Anne Bellowes scopre che il marito la tradisce con la loro consulente matrimoniale. La serie segue la vita a tratti problematica della donna e i suoi rapporti professionali con i pazienti, le cui vite sono non meno complicate della sua.

## Personaggi e interpreti

### Personaggi principali
- Ann Bellowes, MD (8 episodi, 2007), interpretata da Lili Taylor.
- James LeCroix, PhD (8 episodi, 2007), interpretato da Derek Riddell.
- Taj Kalid, MD (8 episodi, 2007), interpretato da Mido Hamada.
- Cordelia Banks, PhD (8 episodi, 2007), interpretata da Theresa Randle.
- Barry White (8 episodi, 2007), interpretato da Devon Gummersall.
- Fred Smedresman (8 episodi, 2007), interpretato da Kevin Chamberlin.
- Phil Eriksen, MD (6 episodi, 2007), interpretato da Chris Diamantopoulos.

### Personaggi secondari
- Conchata Gluck (3 episodi, 2007), interpretata da Rusty Schwimmer.
- William Banks (3 episodi, 2007), interpretato da Courtney B. Vance.
- Arthur Cromwell (3 episodi, 2007), interpretato da Kevin Rankin.
- Meena Kalid (2 episodi, 2007), interpretata da Yareli Arizmendi.
- Lew White (2 episodi, 2007), interpretato da Michael McGrady.
- Rosalind Warren, MD (2 episodi, 2007), interpretata da Cristine Rose.
- Sylvia (2 episodi, 2007), interpretata da Sally Ann Brooks.
- Lola (2 episodi, 2007), interpretato da Bresha Webb.
- Jhasmine Kalid (2 episodi, 2007interpretata interpretata da Samira Damavandi.
- Azita Kalid (2 episodi, 2007), interpretata da Gezel Remy.
- Bryce (2 episodi, 2007), interpretato da Alec Medlock.

## Produzione
La serie, ideata da Amy Bloom, fu prodotta da Shephard / Robin Productions e Warner Horizon Television e girata a Los Angeles in California. Le musiche furono composte da Mason Daring. Tra i registi è accreditato Arvin Brown.

### Sceneggiatori
Tra gli sceneggiatori sono accreditati:
- Amy Bloom in 8 episodi (2007)
- K.J. Steinberg in 2 episodi (2007)

## Distribuzione
La serie fu trasmessa negli Stati Uniti dal 15 luglio 2007 al 9 settembre 2007 sulla rete televisiva Lifetime.

## Episodi
| Stagione       | Episodi | Prima TV USA |
| -------------- | ------- | ------------ |
| Prima stagione | 8       | 2007         |